# Ezequiel Gutiérrez Iglesias
Ezequiel Gutiérrez Iglesias (Cartago, 23 de agosto de 1840 - San José, 23 de agosto de 1920) fue un abogado y político costarricense.

## Biografía
Nació en Cartago, el 23 de agosto de 1840. Es hijo de Francisco de Paula Gutiérrez y La Peña-Monje y Ramona Iglesias Llorente. Casó con Josefina Braun Bonilla.
Cursó estudios secundarios en Guatemala y se graduó de licenciado en Leyes en la Universidad de Santo Tomás, donde también fue catedrático de Gramática y Filosofía.
Desempeñó numerosos cargos públicos, especialmente en los campos educativo, diplomático y judicial. Fue maestro en el Liceo de Niñas de Cartago, funcionario de la Secretaría de Relaciones Exteriores y carteras anexas (1862-1864), agregado (1864-1866) y encargado de Negocios (1866-1869) de Costa Rica en los Estados Unidos, secretario de la Legación en Europa (1868-1869) inspector general de Escuelas (1869-1870), diputado suplente por Cartago en la Convención Nacional Constituyente (1870) y consejero de la Legación de Costa Rica en Perú y Chile (1870-1871).
Inició su labor en la Corte Suprema de Justicia de Costa Rica como Fiscal (1871), y de 1876 a 1877 fue Magistrado, cargo al que renunció para desempeñar el de Encargado de Negocios de Costa Rica en la Gran Bretaña, de 1877 a 1878. Por su oposición a la dictadura del Presidente Tomás Guardia Gutiérrez estuvo exiliado de 1879 a 1882. Después fue Juez interino de Hacienda Nacional (1883), Ministro Plenipotenciario de Costa Rica en los Estados Unidos de América (1884), Agente financiero en la Gran Bretaña y Ministro Plenipotenciario en El Salvador (1885). En 1886 fue elegido nuevamente como Magistrado, cargo al que renunció en agosto de 1889 para desempeñar el de Secretario de Relaciones Exteriores y carteras anexas, del cual dimitió al mes siguiente y que desempeñó nuevamente de 1890 a 1891. En 1886 fue miembro de la Junta de Caridad de San José y en 1893 Ministro Plenipotenciario de Costa Rica en Nicaragua y Honduras. El partido Unión Demócrata lo postuló como candidato a la Presidencia en las elecciones de 1906.
De 1910 a 1914 fue diputado por Cartago y Tercer Designado a la Presidencia, y presidió el Congreso Constitucional de 1910 a 1913. En el desempeño de ese cargo le correspondió en 1912 ser delegado de Costa Rica a la celebración del centenario de la Constitución de Cádiz.
De 1913 a 1918 fue Magistrado suplente por Costa Rica en la Corte de Justicia Centroamericana y de 1914 a 1916 dirigió los Archivos Nacionales. En 1916 el Congreso lo eligió como Presidente de la Corte Suprema de Justicia para el período 1916-1920, que se vio interrumpido en abril de 1917 cuando se nombró una nueva Corte, como consecuencia del golpe militar de enero de ese año y la elección presidencial de Federico Tinoco Granados. De 1917 a 1919 fue Tercer Designado a la Presidencia.

## Fallecimiento
Falleció en San José, el 22 de agosto de 1920 a los 79 años de edad.